# Gentilshommes ordinaires de la Maison du Roi
Les Gentilshommes ordinaires de la Maison du Roi, surnommés Gentilshommes à bec de corbin, étaient les membres de deux compagnies de cent hommes chacune, dévolues à la garde personnelle du roi de France. Instituées respectivement sous les règnes de Louis XI et Charles VIII, et longtemps considérées comme des unités parmi les plus prestigieuses de la Maison du Roi, elles ont été cantonnées au début du XVIIe siècle à des rôles protocolaires lors de cérémonies publiques, avant d'être supprimées par Louis XIV puis Louis XV.

## Histoire

### Création
En 1470, Louis XI chargea son receveur du payement de ses gens de guerre d'effectuer le payement des gages des gentilshommes de son hôtel, mais c'est à la fin de l'année 1473 que les Six-Vingt Gentilshommes de l'hôtel du Roi sont dotés d'un capitaine par le roi en la personne d'Hector de Galard.
En septembre 1474, le même Hector de Galard fut nommé capitaine et conducteur de Cent Lances pour la garde du corps du Roi, avec mission de conduire ces lances en Roussillon, pour assiéger avec le reste de l'armée la ville de Perpignan révoltée contre les Français. Il eut alors toute latitude pour choisir les hommes d'armes et les archers, y compris au sein des gentilshommes de l'hôtel du Roi. À sa mort, en 1475, c'est Louis de Graville qui fut nommé capitaine des Cent Lances. Les archers disparurent des livres de comptes à la fin de l'année 1475, même si le terme de "Cent Lances des Gentilshommes" fut utilisé jusqu'en 1477, remplacé par celui de "Cent Gentilshommes".
Dès la fin des années 1470, Louis XI retenait chaque année plusieurs dizaines de gentilshommes pour sa garde, en plus des Cent Gentilshommes. Son successeur Charles VIII agit de même, puis créa au début de l'année 1491 une seconde bande de Cent gentilshommes, dont il donna le commandement à Louis de Luxembourg. Ceux-ci furent qualifiés de Cent Gentilshommes extraordinaires, par opposition aux Cent gentilshommes ordinaires de la première bande, mais cette distinction sémantique disparut bien vite.

### Déclin
Dès le début du XVIIe siècle, une majorité des soi-disant Gentilshommes était en réalité composée de roturiers, dont les plus riches profitaient de leurs charges pour être exemptés de tailles. Conscient de ces abus, et du peu d'utilité des deux cents Gentilshommes qui ne servaient que lors des grandes cérémonies, Louis XIII supprima les deux compagnies et les privilèges de leurs membres le 25 mai 1629, conservant toutefois leurs gages aux capitaines jusqu'à leur mort.
Les deux compagnies furent ensuite rétablies sous la minorité de Louis XIV ; d'abord la seconde le 4 septembre 1643, au profit de Louis de Crevant, son ancien capitaine, puis la première le 3 octobre 1646, au profit du comte de Lauzun, également son précédent capitaine. Une des raisons avancées à ces rétablissements fut le souhait que les charges de Gentilshommes permissent à des nobles sans beaucoup de moyens de se rapprocher de la personne du roi. Les capitaines furent alors tenus de n'admettre personne qui ne fût d'extraction noble dans leurs compagnies.
Leur rétablissement ne redonna cependant pas aux Gentilshommes leurs rôles de gardes effectifs du roi. A nouveau, ils ne servirent que lors des cérémonies publiques : lors de la cérémonie de la majorité du roi en 1651, lors de son sacre, en 1654, lors de son mariage en 1660, puis lors de la cérémonie des Chevaliers du St Esprit en 1661.
En 1688, le roi profita de la démission du comte du Charmel, capitaine de la seconde compagnie, pour la supprimer. En 1722, la compagnie des cent Gentilshommes fut dispensée de servir lors du sacre de Louis XV, pour éviter les fatigues du voyage à son capitaine, le duc de Lauzun, alors âgé de 90 ans. La compagnie fut définitivement supprimée quelques années après sa mort, ses membres jouissant de leurs anciens privilèges tout au long de leur vie.

## Rôle
Le rôle des Gentilshommes dépendit, au cours de leur histoire, de la place que leur donnaient les rois au sein de leur garde personnelle.
Selon le Maréchal de Fleurange, les Gentilshommes devaient, sous François Ier, faire le guet autour de sa personne la journée, mais également la nuit si le roi était dans un camp. Ils sont d'ailleurs les premiers gardes cités par le mémorialiste lorsqu'il liste les gardes du roi ; en précisant toutefois que les gardes les plus proches du roi étaient les vingt-cinq Archers du Corps (appelés plus tard Gardes de la Manche).
Charles IX et Henri III utilisèrent également les Gentilshommes dans leur garde. Les règlements généraux de 1578 et 1585, sous Henri III, nous éclairent d'ailleurs sur le service qu'il attendait des Gentilshommes au cours de son règne. Cinquante Gentilshommes étaient alors de service par quartier (trimestre), et se devaient d'être dans l'antichambre du roi dès six heures du matin, "pour l'accompagner, comme ils ont accoutumé, jusqu'à son dîner, et l'après-dîner jusqu'à son souper". Ils devaient à cette occasion effectuer une haie immédiatement devant le roi, les Archers du Corps complétant cette haie immédiatement derrière le roi.
Toutefois dès le règne de Louis XIII, les Gentilshommes n'apparurent plus qu'au cours des grandes cérémonies. Il en fut de même après leur rétablissement, en devant par exemple défiler à cheval devant la reine au cours de l'entrée solennelle dans Paris en 1660, ou en défilant à pied devant le roi au cours de la cérémonie des Chevalier du Saint Esprit en 1661.

## Composition
Chaque compagnie était dirigée par un capitaine. La seconde compagnie fut dotée également d'un lieutenant dès sa création en 1491, tandis qu'il fallut attendre 1492 pour en voir un dans la première compagnie. Une place de porte-enseigne fut créée en 1532 dans la première compagnie, et en 1535 dans la seconde. La première compagnie compta également dans ses rangs un maréchal des logis entre 1532 et 1552.
Certaines années, quelques gentilshommes dits alors extraordinaires étaient incorporés à une compagnie, en plus des cent membres habituels.

## Recrutement
Lors de la création des Cent Lances pour la garde du corps du Roi, il est précisé qu'Hector de Galard pouvait à sa guise choisir les cent hommes d'armes et les deux cents archers qui allaient composer ces cent lances, y compris parmi les gentilshommes. Ce pouvoir fut retiré en 1476. Toutefois, en 1495, Charles VIII donna pleine autorité au seigneur de Miolans, pour pourvoir aux places vacantes dans sa compagnie (la première), pour que les gentilshommes se sentissent plus proches de leur capitaine, et que ce dernier fût plus sûr d'eux dans l'exécution des affaires du roi. Ce droit fut ensuite confirmé par le roi au successeur du seigneur de Miolans, Yves d'Alègres.
Dans une ordonnance de janvier 1585, Henri III enjoignit les capitaines de n'enrôler que des gentilshommes qui fussent de la qualité requise, et ordonna que les nouvelles recrues lui fussent présentées. Les capitaines prirent ensuite des libertés dans ce recrutement, d'après les reproches que Louis XIII adressa aux deux compagnies en les supprimant en 1629.
Lorsque Louis XIV rétablit les compagnies, il le fit à la condition que les capitaines n'admissent dans les rangs de la compagnie que des personnes d'extraction noble.

## Insignes et équipement
Les Gentilshommes étaient à l'origine armés d'une lance. C'est d'ailleurs avec une lance qu'ils défilent lors du retour du sacre de François Ier, au début de l'année 1515.
Peu de temps après leur création, ils se mirent également à utiliser ce qui est au départ décrit comme une hache (dès 1502 dans l'entrée à Milan de Louis XII), puis comme un bec de corbin, arme qui a donné leurs surnoms aux Gentilshommes. C'est avec cette arme qu'ils servaient lors des cérémonies, au moins depuis la fin du XVIe siècle,.

## Listes des capitaines

### Liste des capitaines de la première compagnie
Louis XI utilisa des Gentilshommes pour sa garde avant de les munir d'un capitaine. Hector de Galard fut pourvu en 1473 de la charge de capitaine d'une éphémère bande des Six-Vingt Gentilshommes de l'hôtel du Roi, avant d'être pourvu en 1474 de la charge de capitaine des Cent Lances fournies pour la garde du corps du Roi (qui furent quelques années plus tard les Cent Gentilshommes),,,,.
- 1474-1475 : Hector de Galard (1415-1475)
- 1475-1481 : Louis de Graville (1438-1516), seigneur de Montagu.
- 1481-1483 : Thiebault de Beaumont, seigneur de Forêt.
- 1483-1489 : Claude de Montfaucon († 1489)[N 8].
- 1489-1496 : Jacques de Miolans et d'Anjou.
- 1496-1499 : Yves II d'Alègre (~1452-1512).
- 1499-1502 : Huet d'Amboise († 1515), seigneur d'Aubijoux[N 9].
- 1503-1508 : Guy d'Amboise († 1508), seigneur de Ravel[N 10].
- 1508-1515 : Louis Ier d'Orléans (1480-1516), duc de Longueville[N 11].
- 1515-1523 : Jean de Poitiers (v.1475-1539), seigneur de Saint-Vallier
- 1523-1527 : Louis de Vendôme, vidame de Chartres.
- 1527-1532 : François de la Tour, vicomte de Turenne.
- 1532-1545 : Louis de Clèves de Nevers, comte d'Auxerre.
- 1545-1570 : Claude Gouffier (1501-1570), seigneur de Boissy.
- 1570-1573 : Albert de Gondi (1522-1602), duc de Retz.
- 1573-1594 : François le Roy (~1519-1606), comte de Clinchamps, seigneur de Chavigny.
- 1594-1603 : Gilbert Ier de La Trémoille († 1603), marquis de Royan.
- 1603-1607 : Georges Babou (1540-1607) seigneur de la Bourdaisière.
- 1607-1615 : Georges II Babou (~1583-1615) seigneur de la Bourdaisière, fils du précédent.
- 1615-1616 : François Nompar de Caumont, comte de Lauzun.
- 1616-1629 : Gabriel Nompar de Caumont († 1660), comte de Lauzun, fils du précédent[28].

- 1629-1646 : Compagnie supprimée.

- 1646-1660 : Gabriel Nompar de Caumont († 1660), comte de Lauzun.
- 1660-1723 : Antonin Nompar de Caumont (1632-1723), duc de Lauzun, fils du précédent.

### Liste des capitaines de la deuxième compagnie
Dès la fin des années 1470, Louis XII retenait chaque année plusieurs dizaines de gentilshommes , en plus des Cent Gentilshommes établis pour la garde de son corps. Cette pratique continua sous Charles VIII, avant que ce dernier n'établisse une nouvelle bande de Cent Gentilshommes, au commencement de l'année 1491, dont il donna la charge de capitaine à Louis de Luxembourg,,,,.
- 1491-1494 : Louis de Luxembourg, comte de Liney-en-Barrois[N 12].
- 1494-1507 : Jacques de Vendôme († 1507), vidame de Chartres.
- 1507-1531 : Louis de Brézé (1463-1531), comte de Maulévrier.
- 1531-1554 : Jean VIII de Créquy (1505-1555), seigneur de Canaples[N 13].
- 1555-1557 : François III de la Tour († 1557), vicomte de Turenne.
- 1557-1565 : Louis IV de Bueil, comte de Sancerre.
- 1568-1578 : Louis de Saint-Gelais (1513-1589), seigneur de Lansac.
- 1578-1578 : Jean de Laval († 1578), marquis de Nesle.
- 1578-1587 : Antoine du Pons (1510-v.1587), comte de Marennes.
- 1587-1611 : Nicolas d'Angennes (1533-1611), seigneur de Rambouillet.
- 1611-1612 : Scipion de Champier, marquis de Vaux.
- 1612-1629 : Louis II de Crevant (v.1565-1648)[29], vicomte de Brigueil, marquis d'Humières.

- 1629-1643 : Compagnie supprimée.

- 1643-1648 : Louis II de Crevant (v.1565-1648), vicomte de Brigueil, marquis d'Humières[30],[N 14]
- 1648-1684 : Louis IV de Crevant (1628-1694), dit le maréchal d'Humières, petit-fils du précédent[31].
- 1684-1688 : Louis de Ligny, comte du Charmel.